# All This Useless Beauty
All This Useless Beauty è il diciassettesimo album discografico del cantautore inglese Elvis Costello, realizzato con The Attractions (ultimo suo disco con la sua storica band) e pubblicato nel maggio 1996.

## Tracce
Tutte le tracce sono state scritte da Elvis Costello eccetto dove indicato.
1. The Other End of the Telescope (Costello, Aimee Mann) – 4:06
2. Little Atoms – 3:58
3. All This Useless Beauty – 4:39
4. Complicated Shadows – 4:43
5. Why Can't a Man Stand Alone? – 3:14
6. Distorted Angel – 4:31
7. Shallow Grave (MacManus, Paul McCartney) – 2:07
8. Poor Fractured Atlas – 4:02
9. Starting to Come to Me – 2:43
10. You Bowed Down – 4:55
11. It's Time – 6:00
12. I Want to Vanish – 3:16

## Formazione
- Elvis Costello - voce, chitarra, piano, basso, altri strumenti
- Steve Nieve - piano, tastiere
- Bruce Thomas - basso
- Pete Thomas - batteria, percussioni